# Вандыш (Коношский район)
Ва́ндыш — посёлок в Коношском районе Архангельской области. Входит в состав Волошского сельского поселения.

## География
Находится в юго-западной части Архангельской области на расстоянии приблизительно 38 км на север по прямой от административного центра района посёлка Коноша у железнодорожной линии Москва — Архангельск (Северная железная дорога).

## История
Станция Вандыш была открыта в 1898 году. Находящийся к востоку от станции посёлок лесопункта (ныне составная часть Вандыша) начал строиться в 1928 году.

## Население
Численность населения: 451 человек (русские 95 %) в 2002 году, 276 в 2010.